# Classe Evertsen
La classe Evertsen est un classe de trois croiseurs  construite pour la Marine royale néerlandaise (Koninklijke Marine) à la fin du XIXe siècle.

Les trois croiseurs ont servi comme navire de défense côtière.

## Les unités
| Nom       | Chantier naval                                 | Quille | Lancement         | Mis en service   | Fin de carrière |
| --------- | ---------------------------------------------- | ------ | ----------------- | ---------------- | --------------- |
| Kortenaer | Rijkswerf Amsterdam                            | 189?   | 27 octobre 1894   | 17 décembre 1895 | 1920            |
| Evertsen  | Koninklijke Maatschappij De Schelde Flessingue | 189?   | 29 septembre 1894 | 1er février 1896 | 1913            |
| Piet Hein | Nederlandsche Stoomboot Maatschappij Rotterdam | 189?   | 16 août 1894      | 3 janvier 1896   | 1914            |